# Piotrowo (rejon ignaliński)
Piotrowo (lit. Petriškė) – wieś na Litwie, w okręgu uciańskim, w rejonie ignalińskim, w gminie Ignalino.

## Historia
W czasach zaborów wieś w gminie Daugieliszki, w powiecie święciańskim, w guberni wileńskiej Imperium Rosyjskiego. W 1866 roku miała 77 mieszkańców w 9 domach, należała do dóbr Przyjaźń, własność Kamieńskich. W 1905 roku wymieniono wieś i zaścianek. Wieś liczyła 72 mieszkańców, 121 dziesięcin; zaścianek liczył 11 mieszkańców, 38 dziesięcin, własność Kamieńskiego.
W dwudziestoleciu międzywojennym wieś leżała w Polsce, w województwie wileńskim, w powiecie święciańskim, w gminie Daugieliszki.
W 1931 w 20 domach zamieszkiwało 108 osób.
Miejscowość należała do parafii rzymskokatolickiej w Przyjaźni. Podlegała pod Sąd Grodzki w Święcianach i Okręgowy w Wilnie; właściwy urząd pocztowy mieścił się w Ignalinie.